# Чачуа, Шура Теймуразовна
Шура Теймуразовна Чачуа (1931 год, село Ахалсопели, Зугдидский район, ССР Грузия) — колхозница колхоза имени Берия Зугдидского района, Грузинская ССР. Герой Социалистического Труда (1951).

## Биография
Родилась в 1931 году в крестьянской семье в селе Ахалсопели Зугдидского района. В послевоенное время трудилась рядовой колхозницей на чайной плантации колхоза имени Берия (с 1953 года — колхоз имени Ленина) Зугдидского района. За выдающиеся трудовые результаты по итогам 1948 года была награждена Орденом Ленина и по итогам 1949 года — Орденом Трудового Красного Знамени.
В 1950 году собрала 6283 килограмма сортового зелёного чайного листа на участке площадью 0,5 гектара. Указом Президиума Верховного Совета СССР от 1 сентября 1951 года удостоена звания Героя Социалистического Труда за «получение в 1950 году высоких урожаев сортового зелёного чайного листа и винограда» с вручением ордена Ленина и золотой медали «Серп и Молот» (№ 6188).
Этим же указом званием Героя Социалистического Труда были награждены бригадир Шалва Дзукуевич Чургулия, звеньевой Бабуши Самсонович Купуния, колхозницы Домника Ерастовна Бебурия, София Максимовна Давитаия, Жужуна Джуруевна Купуния, Феня Петровна Купуния, Дуня Петровна Макацария, Лонди Александровна Пажава, Люба Датаевна Сахокия и Валентина Ивановна Срибнова.
После выхода на пенсию проживала в родном селе Ахалсопели Зугдидского района.
Награды
- Герой Социалистического Труда
- Орден Ленина — дважды (29.08.1949; 1951)
- Орден Трудового Красного Знамени (19.07.1950)